# San Grobiano
San Grobiano (latín medieval, Sanctus Grobianus) es un santo patrón ficticio de la gente vulgar y grosera. Su nombre se deriva del alto alemán medio grob o grop, que significa tosco o vulgar. El cognado en alto alemán antiguo es gerob o gerop.

## Historia

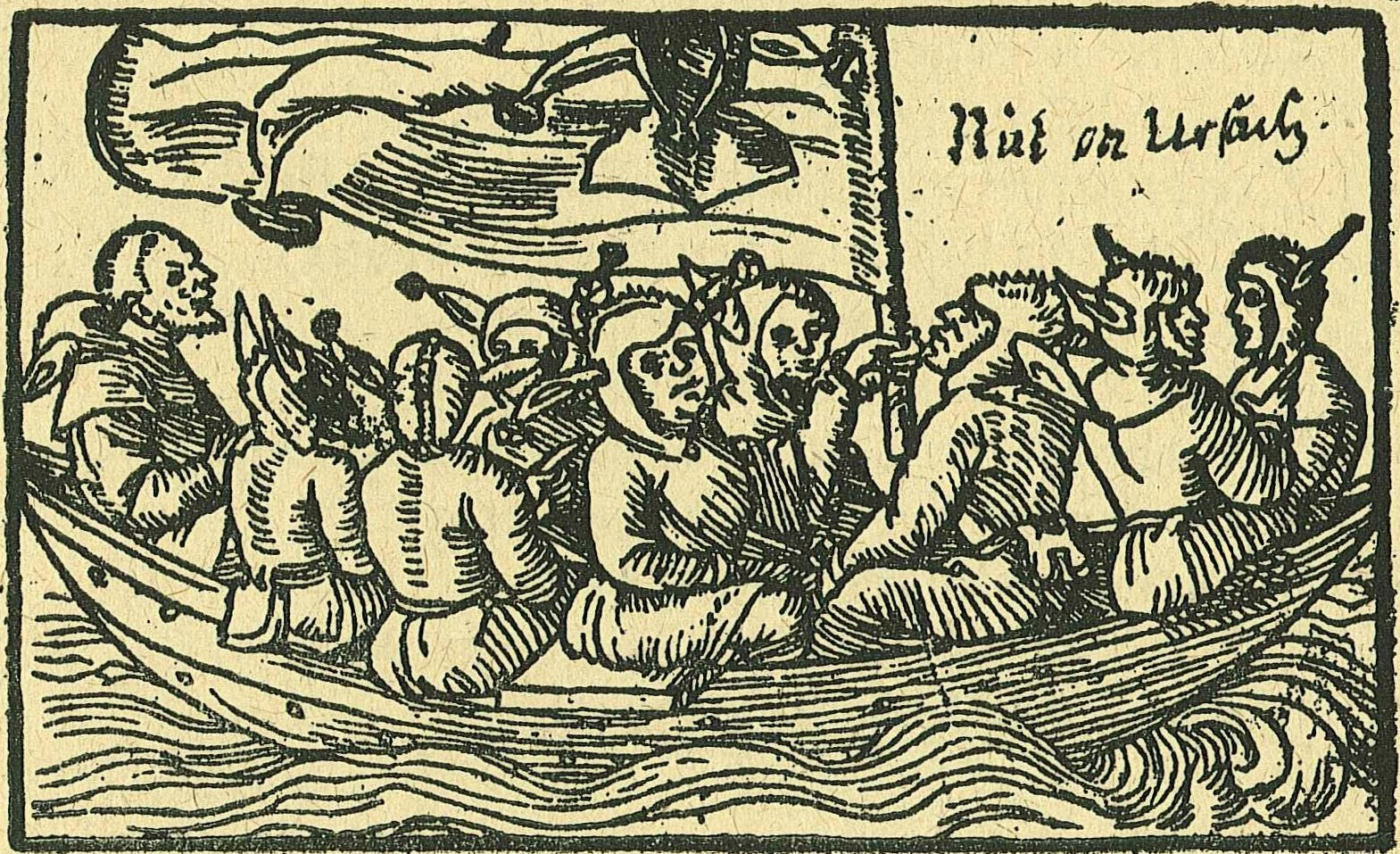
Ilustración de La nave de los necios.

El satirista Sebastian Brant (1457-1521) concibió a San Grobiano como el santo patrón de los modales toscos en su famoso poema La nave de los necios (1494). En la obra se describe el culto rendido a este nuevo "santo". El personaje de Grobiano aparecería luego en varias obras de la época.
Friedrich Dedekind (1524-1598) publicó Grobianus et Grobiana: sive, de morum simplicitate, libri tres en 1558 en Colonia. Aquí Grobiano es un consejero que enseña a los hombres cómo evitar los malos modales, la glotonería y la embriaguez.
El trabajo de Dedekind sería publicado en Inglaterra en 1605 como The Schoole of Slovenrie: Or, Cato turned wrong side outward, bajo el seudónimo "RF". La "Escuela" se imaginó como un lugar donde se instruía a uno a usar los dedos grasientos para agarrar las porciones más ricas de cualquier plato y arrebatar la comida perteneciente a los demás comensales. Se enseña que reprimir el deseo de orinar, tirar pedos y vomitar es malo para la salud; por lo tanto, uno tiene que entregarse libremente a las tres actividades.
La obra también inspiró The Guls Horne-Booke (1609), de Thomas Dekker.
El escritor alemán Melchior Meyr es autor de una obra titulada Gespräche mit einem Grobian (1866).